# Willie Mabon
Pour les articles homonymes, voir Mabon.
Willie Mabon (né le 24 octobre 1925 à Memphis et mort le 19 avril 1985 à Paris) est un chanteur, compositeur et pianiste de rhythm and blues.

## Carrière
Né Willie James Mabon et élevé à Memphis, il commença à être connu en tant que chanteur et pianiste lorsqu'il déménagea à Chicago en 1942. Il forma alors un groupe, les Blues Rockers et commença à partir de 1949 à enregistrer pour le label Aristocrat Records puis pour le label Chess Records. Son style contrasta avec de nombreux autres artistes de Chess Records : il était d'un style plus jazzy, préférant le piano et le saxophone à la guitare et à l'harmonica.
En 1952, il sortit en solo le titre "I Don't Know" (enregistré des années plus tôt par Crippled Clarence Lofton) qui sera l'un de ses plus gros succès, atteignant les premières places du classement Billboard durant 8 semaines. Ceci fut l'un des plus importantes productions de cette période, devenant le plus gros succès du label Chess Records, devant les succès de Chuck Berry et de Bo Diddley. Cette chanson devint aussi l'une des premiers titres de Rhythm and Blues à être repris par un artiste blanc, Tennessee Ernie Ford. La version originale de Mabon fut jouée dans les premières émissions radio de Alan Freed, ce qui permit d'atteindre un public blanc et de dépasser les catégorisations musicales alors que le rock 'n' roll était en train d'émerger.
Mabon renoua avec le succès en 1953 avec "I'm Mad" et en 1954 avec  "Poison Ivy". Cependant, sa carrière perdit peu à peu de la vitesse et Mabon ne réussit pas à se maintenir dans le succès. Il continua à enregistrer jusqu'à la fin des années 50 sur différents labels mais sans grand succès. Après une pose dans sa carrière, il recommença à se produire et à enregistrer ce qui lui valut un succès relatif avec "Got To Have Some" et "I'm The Fixer".
Après avoir déménagé à Paris en 1972, il enregistra et se produisit en Europe jusqu'à sa mort le 19 avril 1985.